# Deus Ex Machinae
Deus Ex Machinae är Machinae Supremacys debutalbum. Det utkom 2004.

## Låtlista
1. "Insidious" – 5:36
2. "Super Steve" – 5:39
3. "Dreadnaught" – 4:05
4. "Flagcarrier" – 6:02
5. "Return to Snake Mountain" – 5:18
6. "Player One" – 5:43
7. "Deus Ex Machinae" – 4:44
8. "Attack Music" (albumversion) – 3:35
9. "Ninja" – 5:23
10. "Throttle and Mask" – 3:59
11. "Killer Instinct" – 3:53
12. "Tempus Fugit" – 4:58
13. "Blind Dog Pride" – 6:25
14. "Machinae Prime" (instrumental) – 7:12
15. "Soundtrack to the Rebellion" (bonusspår på återutgåvan) – 6:00